# Lucien Bonaparte
Lucien Bonaparte, född 21 maj 1775 i Ajaccio, död 29 juni 1840 i Viterbo, var en fransk statsman. Han var son till Carlo Buonaparte och Laetitia Ramolino samt yngre bror till Napoleon I.

## Biografi
Redan i ungdomen anslöt han sig ivrigt till revolutionen och var verksam som agitator. 1795 blev han genom Napoleons inflytande utnämnd till krigskommissarie. 1798 invaldes han i Femhundrarådet där han blev talman och president. Som sådan förskaffade han åt Napoleon högsta makten i staten vid statskuppen 18 brumaire och Lucien själv blev inrikesminister. Han avgick 1800 efter ett bråk med brodern och blev sändebud i Madrid. 1801 återvände Lucien till Frankrike, blev medlem av tribunatet och senator.
År 1803 bröt han med Napoleon, eftersom denne inte kunde acceptera att Lucien gifte sig med sin älskarinna, den vackra men illa beryktade Alexandrine de Bleschamp, änka efter en obetydlig banktjänsteman vid namn Jouberthon.
Som straff lät Napoleon utvisa Lucien till Rom, där Lucien knöt nära förbindelser med påve Pius VII och hårdnackat vägrade gå med på sin brors krav. År 1810 försökte Lucien utvandra till USA, men hamnade i engelsk fångenskap och vistades där, såsom "fientlig utlänning", fram till 1814. Han återvände då till Rom och utnämndes av påven till furste av Canino. Under de hundra dagarna försonades Lucien och Napoleon. Efter 1815 levde Lucien i Italien förutom åren 1832–1837, då han var bosatt i England.
Lucien beskrivs som det mest begåvade av Napoleons syskon.

## Familj

### Anne Christine Boyer
Lucien Bonaparte gifte sig 4 maj 1794 med Anne Christine Boyer (född 6 juli 1773, död 14 maj 1801 av lungsot), dotter till en värdshusvärd.
Barn:
1. Charlotte Marie (1795–1865)
2. barn (född och död 1796)
3. Victoire Gertrude (född och död 1797)
4. Christine (1798–1847), gift med 1) Arvid Posse (1782-1826), 2) sir Charles Wyse och 3) lord Dudley Stuart.

### Alexandrine de Bleschamp
1803 gifte Lucien om sig med Alexandrine de Bleschamp (född 18 februari 1778, död 12 juli 1855).
Barn:
1. Charles Lucien Bonaparte (1803–1857), gift med sin kusin Zénaide, dotter till Joseph Bonaparte
2. Letizia (1804–1871)
3. Joseph (1806–1807)
4. Jeanne (1807–1828)
5. Paul Marie Bonaparte (1809–1827)
6. Louis Lucien Bonaparte (1813–1891)
7. Pierre Bonaparte (1815–1881)
8. Antoine Bonaparte (1816–1877)
9. Alexandrine Marie (1818–1874)
10. Constance (1823–1876)